# Alastor
Alastor, okrutni demon osvete, prema demonologu Johannu Weyeru (1515. – 1588.) glavni krvnik u paklu. Ime dolazi od grčkog Ἀλάστωρ u značenju "osvetnik" i koristilo se ponekad kao epitet za božanstva poput grčkih bogova Zeusa i Nemesis kad su bili u službi izvršitelja pravde. U srednjem vijeku se božanstvo izvršenja pravde transformiralo u zastrašujućeg demona krvne osvete.
U Paklenom rječniku Collina de Plancyja (1793. – 1881.) opisuje se kao strog i surov krvnik koji djeluje pod zapovjedništvom paklenog gospodara.